# Pëtr Pavlovič Šafirov
Il barone Pëtr Pavlovič Šafirov (in russo Пётр Павлович Шафиров?; Smolensk, 1669 – San Pietroburgo, 1º marzo 1739) è stato un politico, diplomatico e nobile russo.
Fu uno dei collaboratori dello zar Pietro I di Russia nel suo programma di rinnovamento della nazione.

## Biografia

### I primi anni
Figlio di una famiglia di ebrei polacchi, suo padre Pavel Šafirov era un traduttore che lavorava per il ministero degli esteri e che si era convertito al cristianesimo ortodosso dopo che la sua città natale, Smolensk, era stata ceduta dalla Polonia alla Russia nel 1654.
Pëtr Šafirov sfruttò la sua conoscenza delle lingue estere al punto da divenire primo traduttore del ministero degli esteri e da ricoprire tale carica per diversi anni, giungendo poi ad accompagnare lo zar Pietro I di Russia nel corso dei suoi viaggi all'estero come nel caso del viaggio in Europa occidentale del 1716-1717. Venne creato barone ed elevato al rango di vice-cancelliere nonché considerato diplomatico di massimo ordine.

### Missioni diplomatiche
Šafirov concluse il Pace del Prut nel corso della campagna del 1711. Lo zar Pietro I lo lasciò ostaggio dei turchi ed alla rottura degli accordi di pace venne imprigionato nella fortezza di Yedikule. Alla fine, con l'aiuto degli ambasciatori inglese e danese, sconfisse la diplomazia di Carlo XII di Svezia e dei suoi agenti e confermò le buone relazioni tra Russia e Impero ottomano col trattato di Adrianopoli (giugno del 1713).
Nel 1715 sottoscrisse un trattato con la Danimarca per recare assistenza reciproca contro gli svedesi. Nel 1716 concluse l'accordo matrimoniale tra la principessa Ekaterina Ivanovna ed il duca Carlo Leopoldo di Meclemburgo-Schwerin. Nel 1717 firmò un accordo con la Prussia e la Francia per il mantenimento della pace in Europa (Trattato di Amsterdam).
Nel 1718, Šafirov venne nominato vicepresidente del dipartimento per gli affari esteri e senatore.

### La condanna e gli ultimi anni
Nel 1723, ad ogni modo, venne privato di tutti i suoi incarichi ufficiali e condannato a morte per appropriazione indebita e condotta disordinata, due punti su cui lo zar Pietro il Grande non transigeva. La pena capitale gli venne commutata all'ultimo nel bando a vita, dapprima in Siberia e poi a Novgorod. Alla morte di Pietro I nel 1727, a Šafirov venne consentito di rientrare a San Pietroburgo ed iniziò a dedicarsi alla scrittura di una biografia del defunto sovrano. Ad ogni modo, la rivalità ed il potere acquisito dal suo successore Andrej Ivanovič Osterman, gli impedirono di ricoprire ulteriori incarichi di peso negli ultimi quattordici anni della sua vita.
Per volontà della zarina Caterina I di Russia, dal 1730 al 1732 fu ambasciatore russo nell'Impero persiano ed il 21 gennaio 1732 sottoscrisse il trattato di Resht con lo scià. Sempre nel 1732 venne nominato consigliere privato della zarina.
Nel 1733 fu reintegrato al rango di senatore e divenne presidente del collegio del commercio. Nel 1734 partecipò con il conte Osterman alla conclusione di un trattato commerciale con la Gran Bretagna. Tre anni più tardi prese parte ai lavori del congresso di Nemyriv.
Morì nel 1739 a San Pietroburgo.

## Opere
Nel 1717, fu autore di un trattato dal titolo A discourse concerning the just causes of the war between Sweden and Russia, un trattato storico sulla guerra con Carlo XII.

## Matrimonio e figli
Pëtr Pavlovič Šafirov sposò Anna Stepanovna Kopyeva dalla quale ebbe i seguenti eredi:
- Anna, sposò il principe Alexe, Matveyevič Gagarin, figlio del governatore della Siberia
- Maria, sposò Mikhail Mikhailovič Saltykov, senatore, presidente del Collegio del Commercio
- Ekaterina, sposò il principe Vasilij Petrovič Khovansky (22 gennaio 1694 - 9 gennaio 1746), presidente capo del magistrato supremo
- Martha (1697-1762), sposò il principe Sergej Grigorievič Dolgorukov (giustiziato a Novgorod l'8 novembre 1739). Loro pronipote fu il poeta russo Pëtr Andreevič Vjazemskij
- Natalya (1698-1728), sposò il conte Aleksandr Fëdorovič Golovin (1694-1731), figlio del cancelliere di Pietro I;
- Isai (1699-1756), traduttore e consigliere del patrimonio e del collegio del commercio; per volere dell'imperatrice Elisabetta I di Russia, a causa della sua dipendenza dall'alcool e dal gioco d'azzardo, venne relegato nel monastero di Donskoy a Mosca; nel 1721 sposò Evdokia Andreevna Izmailova (1704-1750)